# Cartoonito
Cartoonito es una marca internacional de bloques de programación y cadenas de televisión (dependiendo del país) enfocadas en la programación preescolar, propiedad de Warner Bros. Discovery. La marca fue lanzada por primera vez en el Reino Unido en 2006 y luego se ha ampliado a otros países del mundo, incluyendo Italia, España (entre 2011 y 2013), Estados Unidos, Turquía, Medio Oriente (con un bloque dentro de Cartoon Network) y Latinoamérica el 1 de diciembre de 2021 en reemplazo de Boomerang.

## Historia

### Intentos previos
En 1996, Cartoon Network decidió crear un bloque de programación preescolar los domingos por la mañana. La serie contó con Big Bag, un programa de televisión de acción en vivo / títeres realizado por Children's Television Workshop (conocido por Sesame Street), Small World, un programa de antología / programa de variedades animado para niños, y Caverniños (una caricatura producida por Hanna-Barbera , derivada de Los Picapiedra y protagonizada por Pebbles y Bamm-Bamm). Small World se emitió en varios países (excepto Japón, China y Corea) y distribuyó muchos de sus respectivos programas. Cave Kids solo se desarrolló de septiembre a noviembre de ese año. Sin embargo, Big Bag funcionó hasta 1998, mientras que Small World funcionó hasta c. 2002.
En 1997 (un año después de la fusión de Turner Broadcasting System con Time Warner), Warner Bros. Animation anunció Baby Looney Tunes , una serie preescolar original inspirada en una línea de productos preexistentes y cuya producción finalizó en enero de 2001 y su piloto salió al aire el 3 de junio de ese año. Una vez que el piloto demostró ser un éxito, se reanudó el trabajo y se estrenó oficialmente el 28 de julio de 2001. La serie también se emitió en el bloque Kids 'WB de 2002 a 2005 y en Cartoon Network hasta el 16 de octubre de 2006.
En 2003, Cartoon Network India presentó Tiny TV, un bloque matutino emitido los días de semanas con programación preescolar adquirida. Para 2006, se había expandido hacia Cartoon Network y Boomerang Australia y Cartoon Network, Boomerang Asia. En Boomerang Latinoamérica se emitió como Mini TV. Cada bloque tenía su línea de programas, con solo unos pocos compartidos entre las señales. Tiny TV se descontinuó en 2007, pero se reactivó temporalmente en POGO (un canal hermano de Cartoon Network India) en 2010.
El 22 de agosto de 2005, Cartoon Network Estados Unidos debutó con Tickle-U, el primer intento oficial de la cadena de programación preescolar de lunes a viernes por la mañana. El bloque se transmitió de 9 a 11 de la mañana, hora del este. Los programas en la alineación incluyeron Firehouse Tales (la única serie original), Gerald McBoing-Boing, Harry and His Bucket Full of Dinosaurs (ambos de Teletoon/Treehouse TV) y series británicas como Gordon the Garden Gnome, Little Robots, Peppa y Yoko! ¡Jakamoko! ¡Toto!. Algunas fueron dobladas para el público estadounidense.

### Lanzamiento
El 4 de septiembre de 2006, Cartoon Network Too (una segunda señal de Cartoon Network Reino Unido) estrenó un nuevo bloque de programación llamado Cartoonito, que funcionaba desde las 6:00 a. m. hasta las 3:00 p. m. todos los días. La serie presentada en Cartoonito fue adquirida en países de todo el mundo y estaba disponible tanto en inglés como en francés. Posteriormente, el bloque se dividió en un canal separado el 24 de mayo de 2007, cuando Cartoonito amplió sus horas de transmisión al ocupar todo el espacio diurno que antes compartía con Cartoon Network Too. A su vez, Cartoon Network Too se convirtió en un canal de 24 horas que reemplazó a Toonami UK. Desde septiembre de 2009 hasta marzo de 2010, un bloque matutino de Cartoonito se transmitió en Boomerang hasta su lanzamiento en Virgin Media. El 15 de enero de 2018, Cartoonito UK se relanzó como un canal de 24 horas.

### Expansión
En mayo de 2011, Turner Broadcasting System Europe anunció el lanzamiento de la marca Cartoonito en Europa, Oriente Medio y África donde bloques de programación se lanzarían en los canales Cartoon Network o Boomerang en esa región.
Cartoonito se lanzó como un bloque matutino en Cartoon Network Arabic en el Medio Oriente el 4 de septiembre de 2011, transmitiendo los siete días de la semana. Simultáneamente, Cartoonito también estuvo disponible en inglés en el Medio Oriente a través de otro bloque matutino en Boomerang EMEA. Ambos bloques finalizaron el 1 de enero de 2014 (Boomerang) y el 1 de abril de 2014 (Cartoon Network), pero la señal árabe de Cartoon Network volvería a emitir Cartoonito el 24 de marzo de 2019, que ahora se transmite de domingo a jueves a las 9:30 KSA, hora local.
El 1 de diciembre de 2012, Cartoonito se lanzó en el Asia-Pacífico y Filipinas a través de SkyCable. Cartoonito está disponible como parte de su Metropack y a la carta a través de Skycable Select. Cartoonito fue reemplazado por Boomerang el 1 de enero de 2015. La marca volvería más tarde el 29 de noviembre de 2021, con un bloque de programación en su servicio de transmisión HBO Go.
En España, Cartoonito España se lanzó como un canal de 24 horas el 1 de septiembre de 2011, reemplazando a Boomerang, como parte de los planes de Turner Broadcasting System EMEA para desplegar la marca en Europa, Oriente Medio y África. La medida también aumentó la distribución de Cartoonito a 125 millones de hogares en 112 territorios. El 30 de junio de 2013, el canal se cerró junto con la señal española de Cartoon Network.
El 6 de octubre de 2020, el presidente de Warner Bros. Global Kids, Young Adults and Classics, Tom Ascheim, dio a conocer los planes de Cartoon Network para atraer a una audiencia preescolar. En una entrevista del 5 de febrero de 2021 con Kidscreen, Ascheim reveló que Cartoon Network ampliaría su oferta de programación para incluir series dirigidas a familias, niñas y niños en edad preescolar. La entrevista coincidió con la adquisición de los derechos de transmisión de Thomas & Friends: All Engines Go, un reinicio de la serie original de Thomas & Friends.
El 17 de febrero, WarnerMedia anunció que Cartoonito se lanzaría oficialmente en Estados Unidos en Cartoon Network y el servicio de transmisión HBO Max, con la marca para incluir un bloque de programación en el primero y un componente de transmisión adicional para el segundo. La programación de lanzamiento incluye 20 nuevas series, incluyendo Bugs Bunny Builders , Little Ellen y Tom and Jerry Junior de Warner Bros. Animation ; Bea's Block and Mecha Builders de Sesame Workshop ; Jessica's Big Little World (un spin-off de la serie original de Cartoon Network El mundo de Craig y adquirió las series Ladybird Lu , Lucas the Spider y Mush-Mush & The Mushables. Cartoonito se lanzó el 13 de septiembre de 2021 en Cartoon Network Estados Unidos.
En mayo de 2021, WarnerMedia UK y EMEA anunciaron planes para relanzar Cartoonito en su región.
A través de una promoción, se confirmó que la marca se lanzará en América Latina en 2022. En octubre de 2021, Sky Brasil anunció que Cartoonito se lanzaría en Brasil el 1 de diciembre de 2021, reemplazando a Boomerang. Unos días después, el servicio argentino Telered anunció el reemplazo de Boomerang a Cartoonito para el resto de América Latina en la misma fecha.
El 1 de enero de 2023, se promociona desde la señal CEE que Boomerang pasará a ser Cartoonito, cosa que terminaría ocurriendo el día 18 de marzo, a las 7:00 hora rumana.
El 23 de marzo, Boomerang Portugal pasa a ser Cartoonito.
El 3 de abril, Boing en Francia pasa a ser un canal de Cartoonito, marcando el regreso de la marca a la región.